# بلغازي (ولاية أدرار)
بلغازي هي قرية من قرى بلدية دلدول بولاية أدرار الجزائرية.

## موقع
تقع في شمال بلدية دلدول حيث يعرف بتنوع نباتاته وبعض الحيوانات حيث يعتبر كذالك منطقة رعوية نصرا لكثرة النباتات الرعوية اصافة إلى وجود المياه ويتوفر الإقليم على احتياط غازي لم يستغل بعد وتعتبر المنطقة سياحية بالدرجة الأولى لما تتوفر عليه من إمكانيات.